# Endstand
Endstand war eine finnische Hardcore-Punk-Band aus Riihimäki, die im Jahr 1996 gegründet und 2008 wieder aufgelöst wurde. Die Band spielte in ihrer Karriere zusammen mit anderen Gruppen wie Sick of It All, Refused, Battery, Strike Anywhere, The Hope Conspiracy, Entombed, Nine, Catharsis, As Friends Rust, Terror, Tragedy, Converge, Most Precious Blood, Walls of Jericho, Bane, Eighteen Visions, Ensign, Throwdown, Rotten Sound, Cult of Luna, Cataract, Heaven Shall Burn, Comeback Kid und Buried Inside.

## Geschichte
Die Band wurde Anfang 1996 von Sänger Janne Tamminen, Gitarrist Mika Kaukonen, Bassist Joel Sipilä und Schlagzeuger Jani gegründet. Nachdem die Band die ersten sechs Monate damit verbrachte, Lieder zu entwickeln und zu proben, spielten sie ihr erstes Konzert zusammen mit der schwedischen Band Outlast. Im selben Jahr veröffentlichten sie zudem noch ein erstes Demo. Im Jahr 1998 erschien ihre selbstbetitelte EP und im Folgejahr eine Split-Veröffentlichung mit Aurinkokerho über Impression Recordings. Das Debütalbum namens To Whom It May Concern ... im selben Jahr ebenfalls über Impression Recordings. Es folgten Auftritte zusammen mit Eighteen Visions, Terror und Entombed. Während dieser Auftritte verließ Schlagzeuger Jani im Jahr 2000 die Band und wurde durch Henrik 'Henkka' Furu ersetzt.
Die EP Fire Inside erschien im Jahr 2001 über Combat Rock Industry, auf der Schlagzeuger Furu erstmals zu hören war. Im Folgejahr kam mit Jani Koskinen ein zweiter Gitarrist zur Besetzung. Dieser war auf dem Album Never Fall Into Silence zu hören, wurde jedoch kurze Zeit nach der Veröffentlichung durch Juho Angervuori ersetzt. Danach folgten Touren mit Sick Of It All, Converge, Cataract und Heaven Shall Burn.
Im Jahr 2003 erschien die EP Hit and Run, der sich das Album Burning Bridges im Folgejahr anschloss. Dies war die letzte Veröffentlichung, auf der Schlagzeuger Furu zu hören war, bevor er durch Pekka Hänninen ersetzt wurde. Danach folgten weitere Touren, bei denen Gitarrist Angervuori die Band verließ.
Das nächste Album The Time Is Now erschien Anfang April 2006 in Schweden über Combat Rock Industry und im restlichen Teil Europas über Lifeforce Records. Als zweiter Gitarrist kam Tapio Vartiainen zur Besetzung, der die Band jedoch Anfang 2007 bereits wieder verließ. Er wurde nicht ersetzt, sodass die Band zu viert weiter spielte. Zudem trennte sich die Gruppe von Lifeforce Records. Anfang Oktober 2007 erschien das Album Spark, bevor sich die Band  im Januar 2008 trennte.

## Stil und Einfluss
Die Band spielt klassischen Hardcore Punk, wobei die Musik mit anderen Bands wie Disfear, Blacklisted, Modern Life Is War, Bane und The Hope Conspiracy verglichen wird. Die deutsche Band Heaven Shall Burn coverte das Lied Destroy Fascism auf einer Split-Veröffentlichung. Auf dem Tonträger war ebenfalls Caliban zu hören.

## Diskografie
- 1996: Fear of Future (Demo, Eigenveröffentlichung)
- 1997: Outlast / Endstand (Split, Bridge of Compassion Records, Grey Days Records)
- 1997: Tolerance (EP, Rising Justice Records)
- 1998: Endstand (EP, Impression Recordings)
- 1999: Endstand / Aurinkokerho (Split, Halla Julkaisut)
- 1999: To Whom It May Concern... (Album, Impression Recordings)
- 2000: Picture Disc (EP, Combat Rock Industry)
- 2001: Fire Inside (EP, Combat Rock Industry)
- 2002: Endstand / Bora (Split)
- 2002: Never Fall Into Silence (Album, Day After Records)
- 2002: Diferente Actitud Juvenil (Split mit Kafka, Not Records/Fuxony Records)
- 2003: Hit and Run (EP, Combat Rock Industry)
- 2004: Burning Bridges (Album, Day After Records)
- 2006: The Time Is Now (Album, Combat Rock Industry (Schweden), Lifeforce Records (Europa))
- 2007: Spark (Album, Combat Rock Industry)